# Astiosoma sabulosum
Astiosoma sabulosum är en tvåvingeart som beskrevs av Forrest och Wheeler 2002. Astiosoma sabulosum ingår i släktet Astiosoma och familjen smalvingeflugor. Inga underarter finns listade i Catalogue of Life.